# دونگا پولوشنیتسا
دونگا پولوشنیتسا (به صربی: Donja Pološnica) یک منطقهٔ مسکونی در صربستان است که در کوسیریچ واقع شده‌است. دونگا پولوشنیتسا ۹۷ نفر جمعیت دارد.